# دوك ماكنزي (مهندس)
دوك ماكنزي (بالإنجليزية: Doc MacKenzie) هو مهندس أمريكي، ولد في 1906، وتوفي في 23 أغسطس 1936.